# Tejeda
Tejeda ist eine Gemeinde auf der Kanarischen Insel Gran Canaria. Tejeda ist die erste Stadt der Kanarischen Inseln, die der Vereinigung der schönsten Dörfer Spaniens angehört.

## Geographie
Die Nachbargemeinden von Tejeda sind Valleseco im Norden, Vega de San Mateo im Osten, San Bartolomé de Tirajana im Südosten, Mogán im Süden, San Nicolás de Tolentino im Westen und Artenara im Nordwesten.
Die höchsten Punkte der Gemeinde, der Pico de las Nieves (1949 msnm) und der Roque Nublo (1813 msnm), sind nach dem Morro de la Agujereada die höchsten Berge auf Gran Canaria.

## Administrative Gliederung
Die Gemeinde ist administrativ in folgende Teile gegliedert:
- El Carrizal
- Casas del Lomo
- El Chorrillo
- Las Crucitas
- Cuevas Caídas
- La Culata
- La Degollada
- El Espinillo
- El Juncal
- Lomo de los Santos
- El Majuelo
- El Rincón
- El Roque
- La Solana
- Tejeda (Hauptort)
- Timagada
- El Toscón
- Juan Gómez
- Ayacata
- Casas de la Huerta
- La Cumbre
- La Higuerilla
- Las Moradas
- Peña Rajada

## Einwohner
| Jahr | Einwohner | Bevölkerungsdichte |
| ---- | --------- | ------------------ |
| 1991 | 2.361     | –                  |
| 1996 | 2.552     | –                  |
| 2001 | 2.400     | 23,3 Ew./km²       |
| 2002 | 2.402     | –                  |
| 2003 | 2.351     | 22,8 Ew./km²       |
| 2004 | 2.374     | 22,7 Ew./km²       |
| 2005 | 2.341     | 22,7 Ew./km        |
| 2019 | 1.909     | 18,5 Ew./km²       |

## Bildergalerie

Tejeda mit Roque Nublo und Roque Bentayga
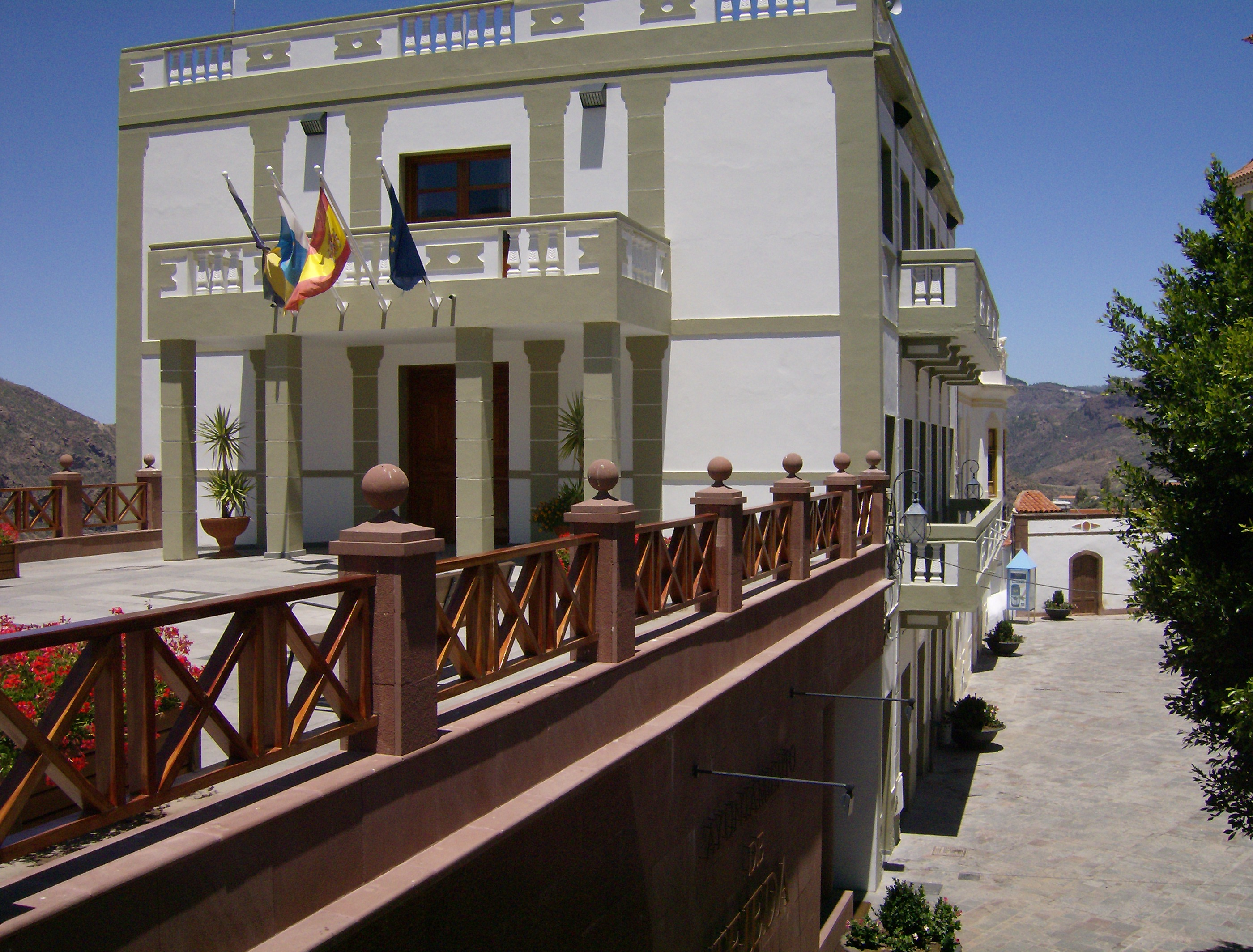
Rathaus
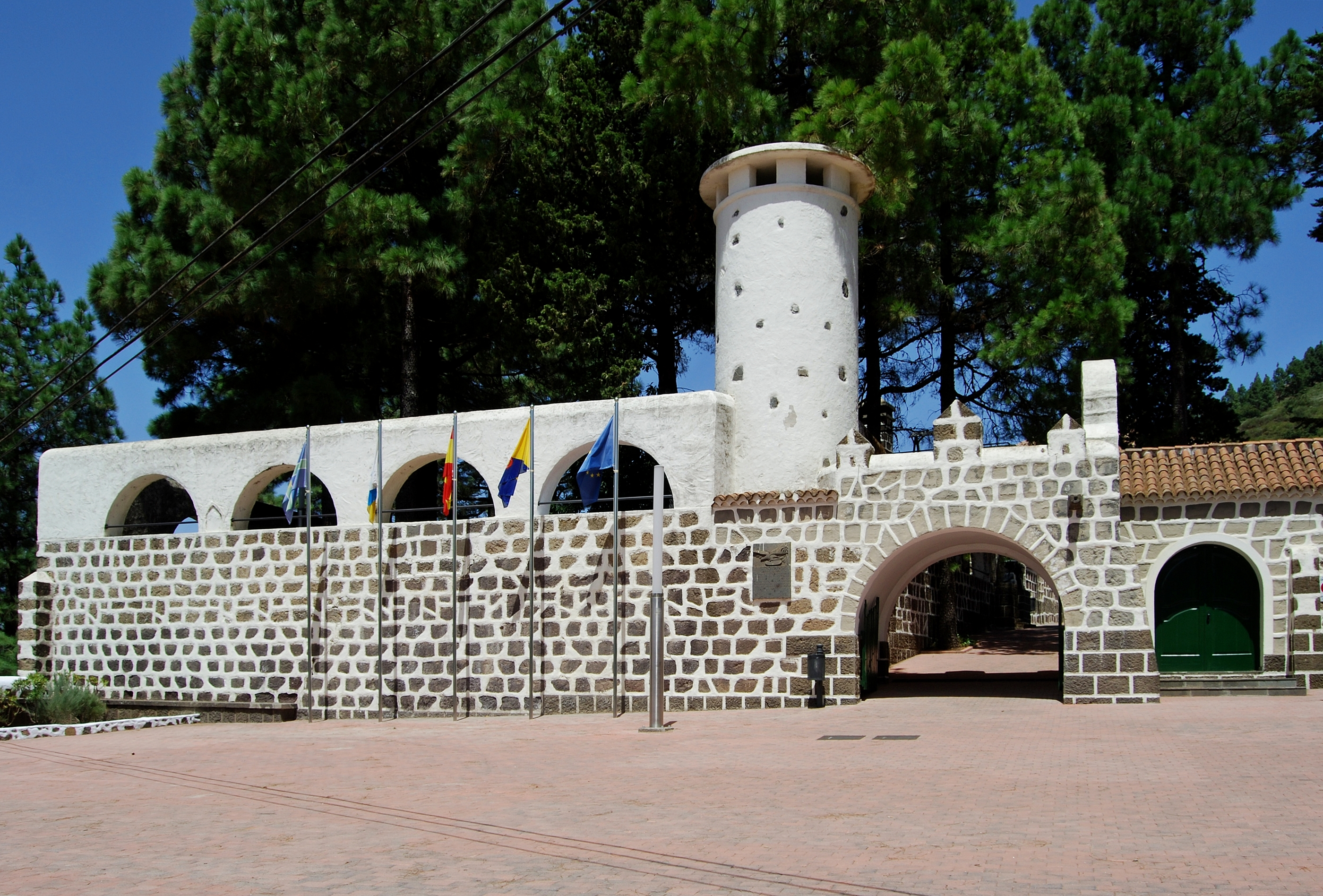
Der Parador beim Cruz de Tejeda
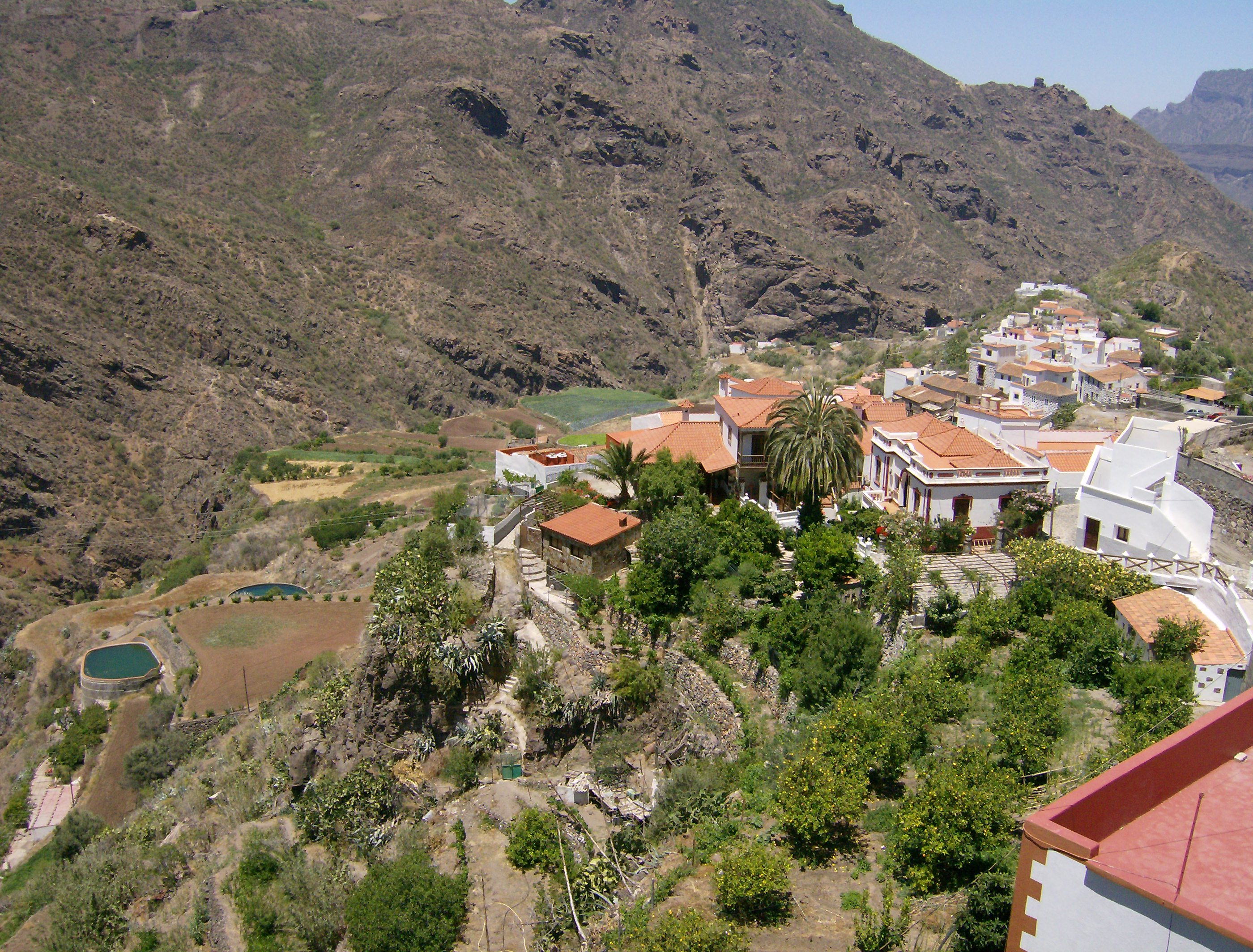
Blick ins Tal

### Iglesia Nuestra Señora del Socorro

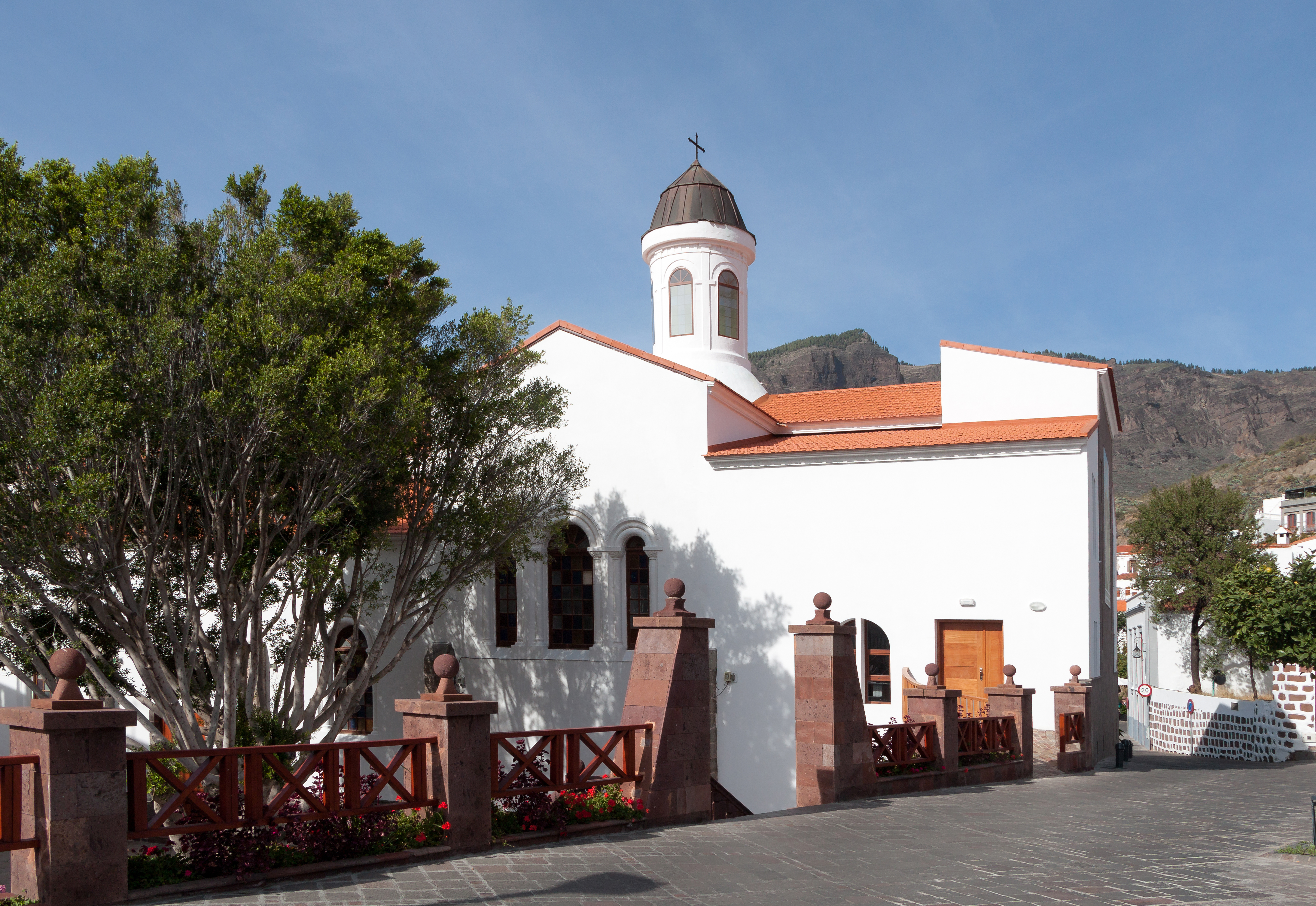
Blick von Süden
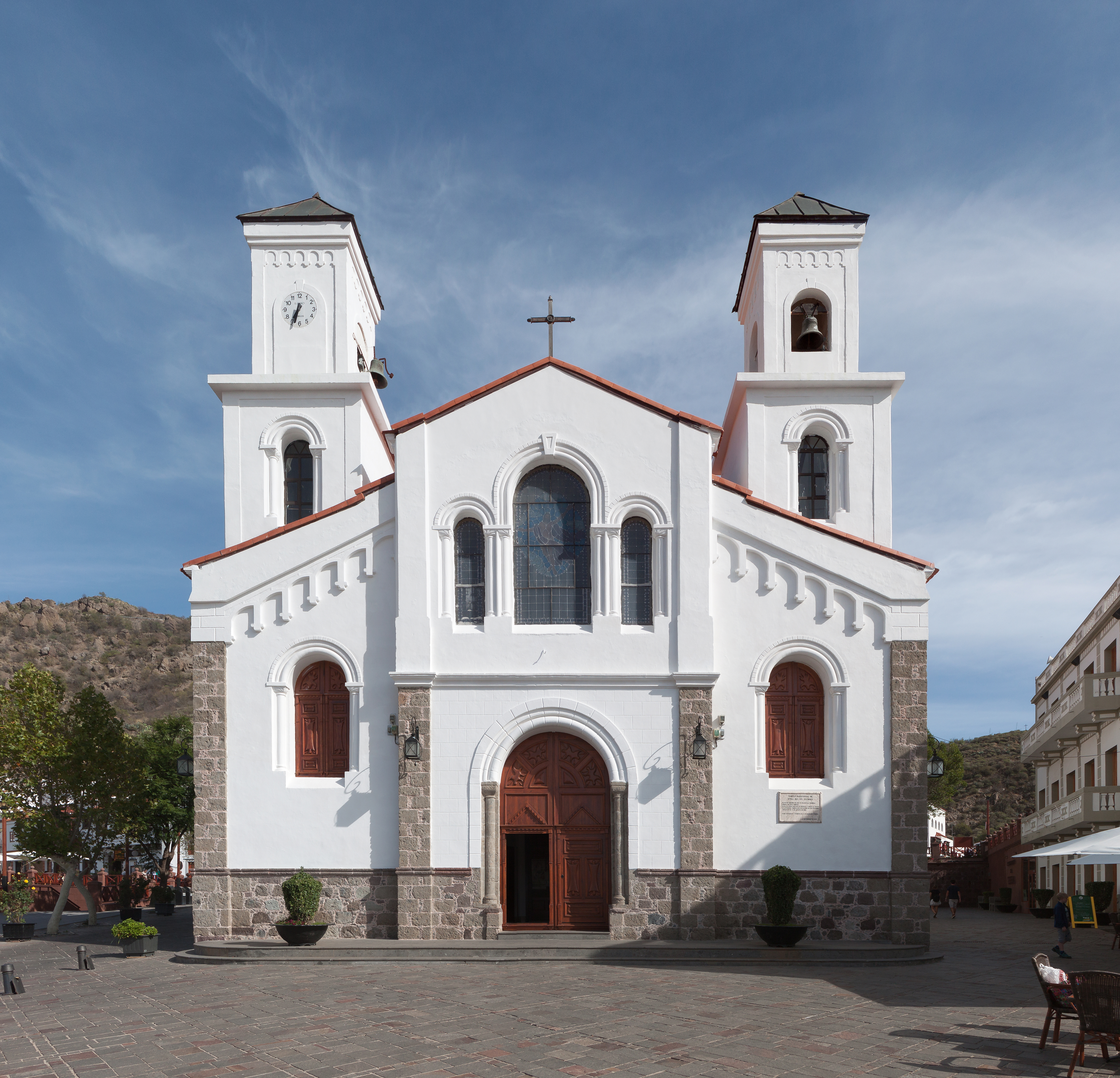
Fassade
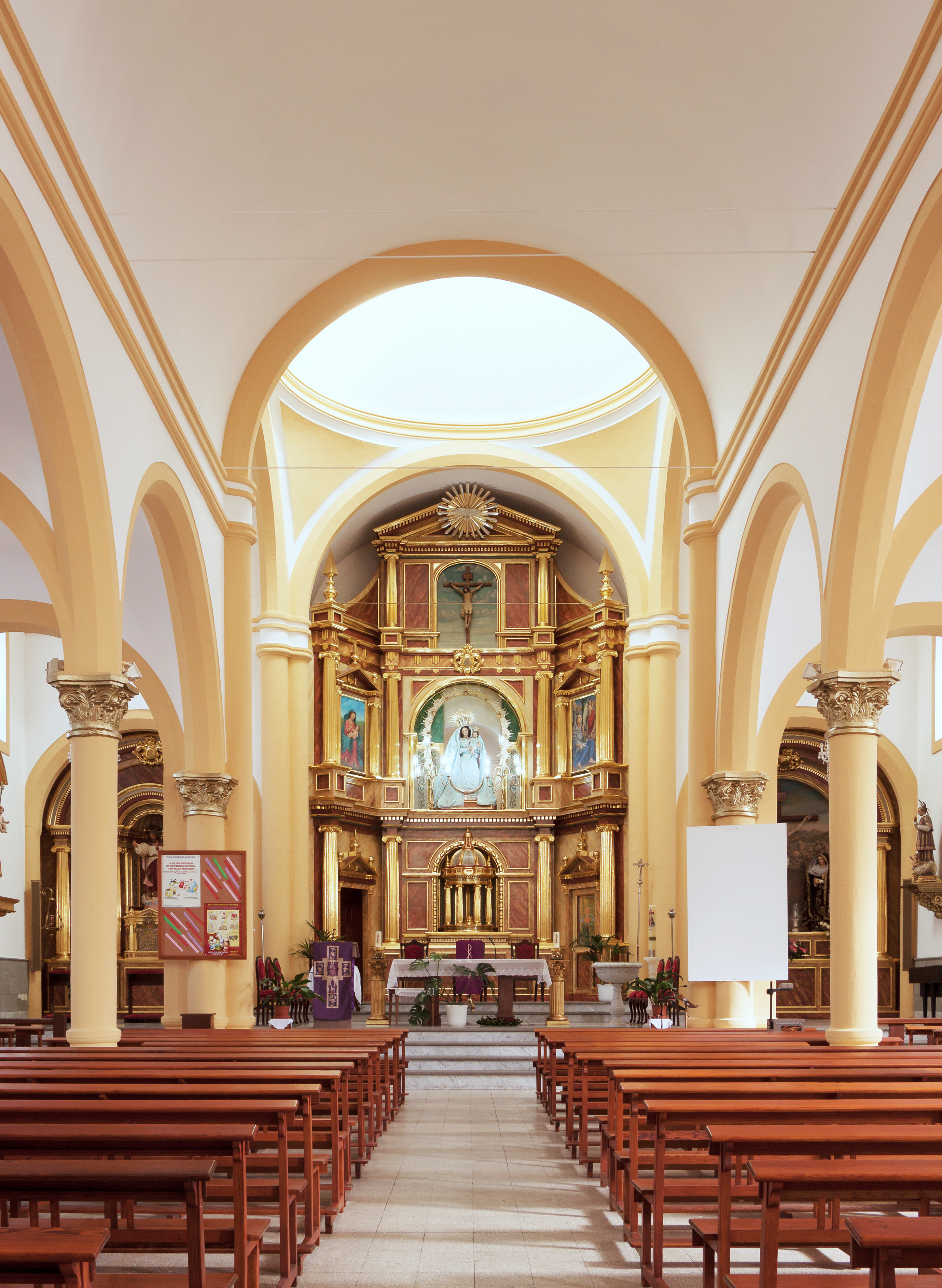
Innenraum
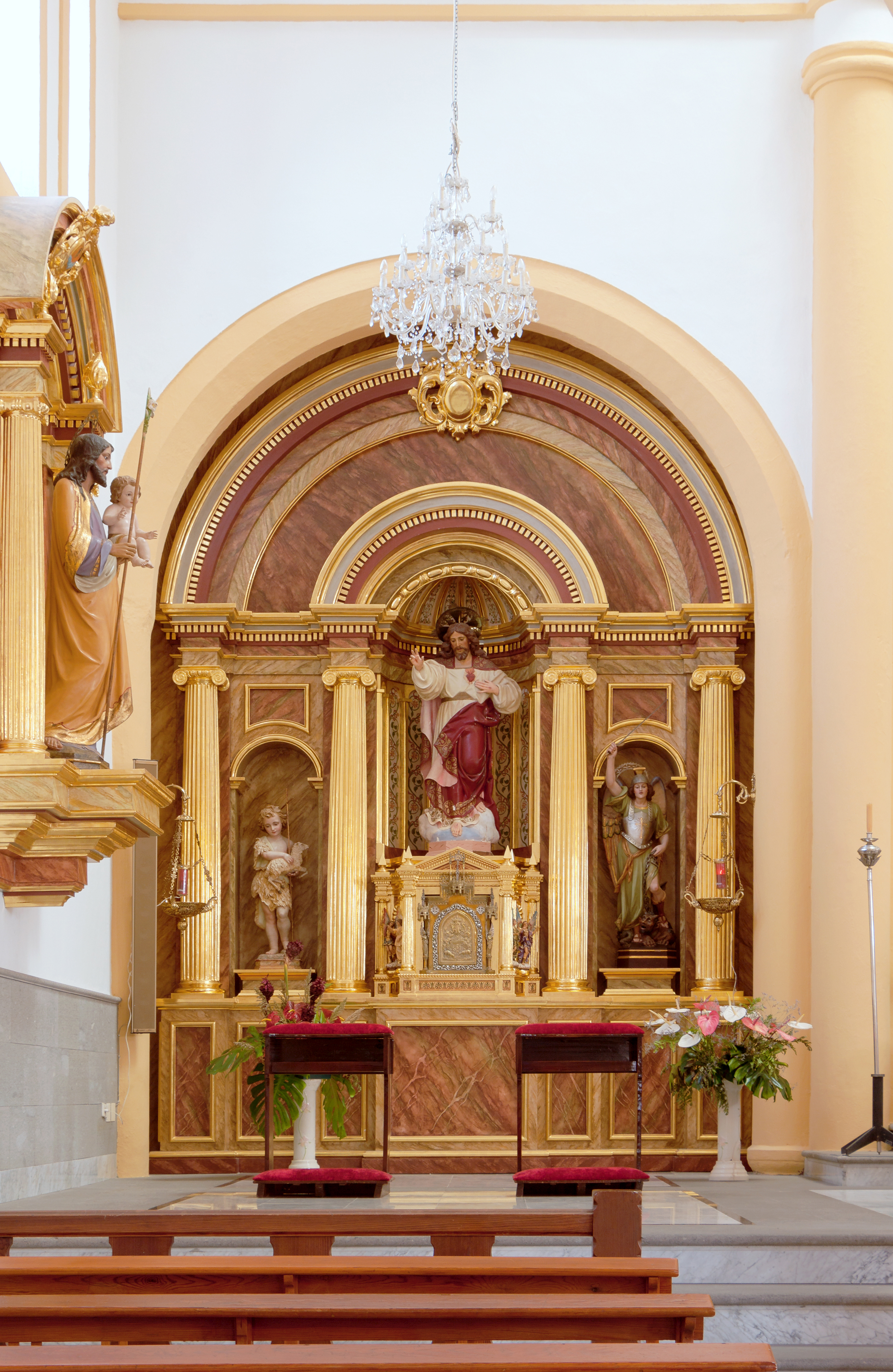
Linker Seitenaltar
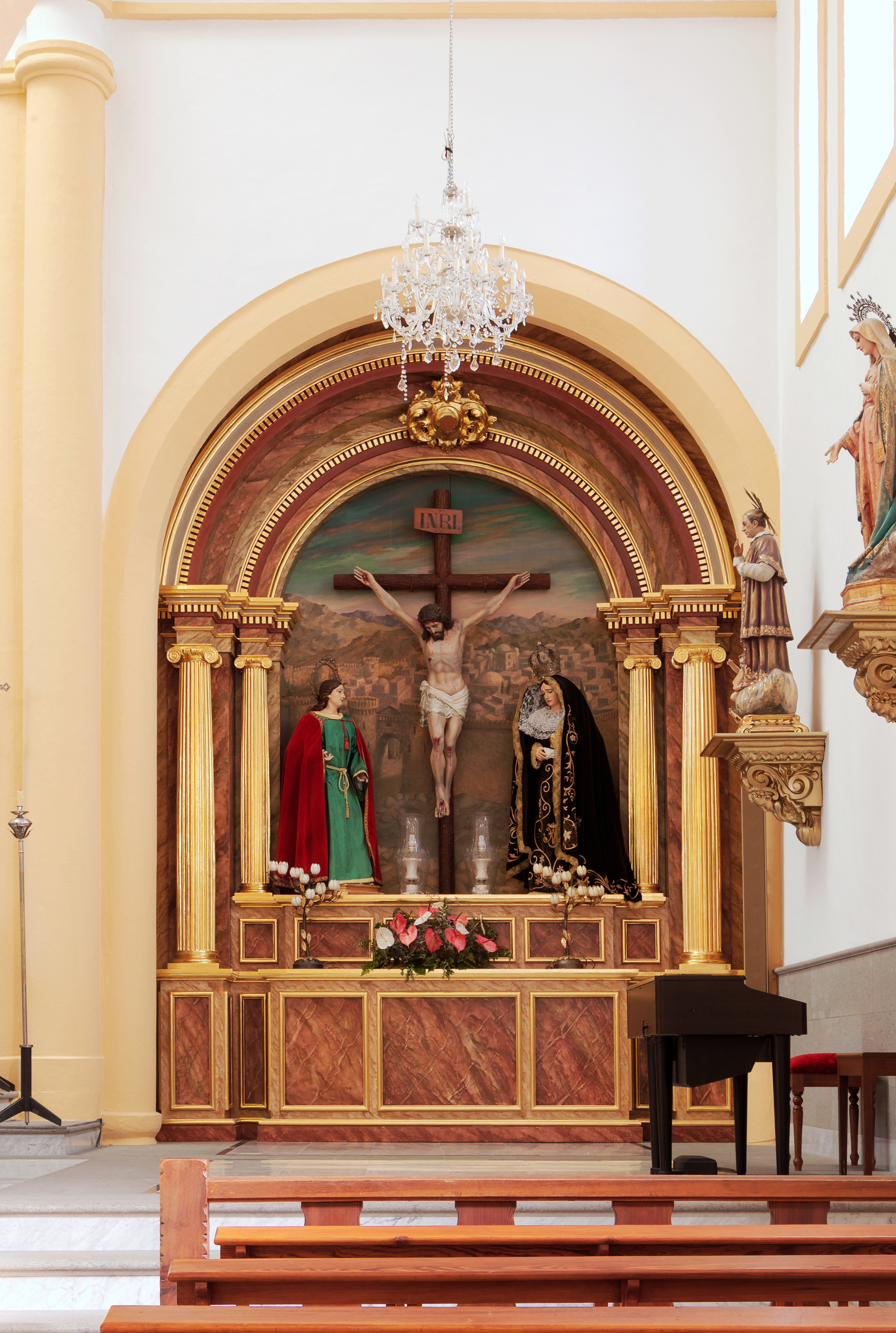
Rechter Seitenaltar
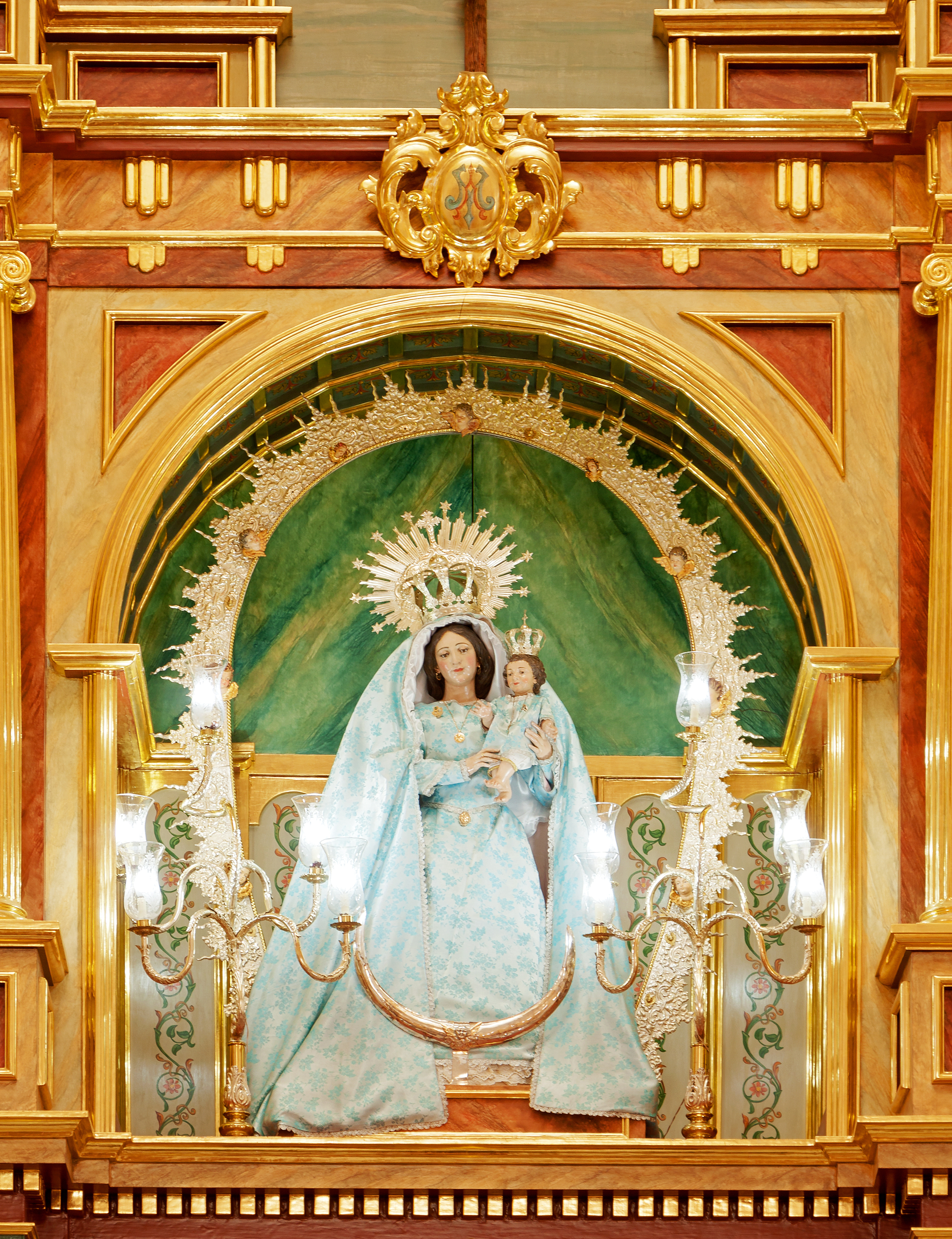
Virgen del Socorro